# Epiphile boliviana
Epiphile boliviana är en fjärilsart som beskrevs av Johannes Karl Max Röber 1913. Epiphile boliviana ingår i släktet Epiphile och familjen praktfjärilar. Inga underarter finns listade i Catalogue of Life.